# Pavlína Klenková
Pavlína Klenková z Vlastimilu (též z Vlastimile, rozená Kominíková, 10. června 1849 Sedlečko u Votic – 16. ledna 1912 Praha-Bohnice) byla česká spolková činovnice, mecenáška, sufražetka a feministka, spoluzakladatelka ženských spolků Vesna v Brně a Ústřední spolek českých žen v Praze, a rovněž od roku 1897 první starostka Ústředního spolku českých žen. Spolupracovala s předními osobnostmi českého ženského emancipačního hnutí, jako například Teréza Nováková, Věnceslava Lužická či Eliška Krásnohorská. Byla manželkou lékaře a šlechtice Eduarda Klenky z Vlastimilu.

## Život

### Mládí
Narodila se v obci Sedlečko u Votic (později součást městyse Neustupov) do rodiny statkáře Josefa Kominíka a jeho ženy Josefy, rozené Zavadilové, ze Sudoměřic. 23. listopadu roku 1869 se v Praze v kostele sv. Jakuba provdala za lékaře-chirurga a šlechtice MUDr. Eduarda Klenku z Vlastimilu (1844–1881). Manželé žili nejdříve v Praze na Starém Městě v Bartolomějské ulici 13 (čp. 309/I), kde se jim roku 1870 narodila první dcera Marie. Poté, co Vlastimil dostal výhodnou pracovní nabídku do Brna a byl jmenován primářem brněnské nemocnice u sv. Anny, rodina se do Brna přestěhovala s ním. Pavlína již užívala rodinný šlechtický přídomek z Vlastimilu.
Nejprve se začala zapojovat do české spolkové činnosti v silně německy osídleném Brně. Stála u zrodu prvního moravského ženského pěveckého souboru Vesna, na jehož valné hromadě 15. srpna 1870 byla zvolena předsedkyní Marie Dvořáková. Dále se o jeho vznik zasloužili Leopoldina (Lvislava) Rudišová, Miroslava Helceletová, Amálie Teplá, Ing. Antonín Peka či skladatel a sbormistr JUDr. Josef Illner. Druhou starostkou se stala Anna Veronika Mikšíčková, která Dvořákovou ve vedoucí funkci roku 1872 vystřídala. Už v roce 1872 se jeho poslání zobecnilo a z pěveckého spolku vznikla ženská vzdělávací jednota, jejímž cílem bylo šířit vzdělanost mezi brněnskými ženami, a to výhradně prostřednictvím českého jazyka.
Roku 1881 Pavlína ovdověla a posléze se roku 1890 přestěhovala se svými dětmi do Prahy.

### Ústřední spolek českých žen
Roku 1897 se Klenková podílela spolu s Karolínou Světlou, Terézou Novákovou či Věnceslavou Lužickou na vzniku tzv. Ústředního spolku českých žen. Vznikl s ambicí sjednotit české ženské a feministické spolky v Rakousku-Uhersku pod jednu organizaci. Stal se tak prvním ústředním ženským orgánem českých žen a následně se pak zabýval hájením jejich zájmů na rovnoprávnost, včetně rovných společenských příležitostí, dostupnějšího vzdělání či volebního práva. Na I. sjezdu českoslovanských žen ve dnech 15.–17. května 1897 na Staroměstské radnici, kterého se zúčastnila přibližně tisícovka delegátek z Čech, byla Klenková zvolena jeho první starostkou. Ve funkci ji okolo roku 1905 nahradila Zorka Hovorková, Klenková pak působila jako čestná předsedkyně. Jako jednatelka spolku pak působila Eliška Purkyňová. Byla rovněž štědrou mecenáškou a podporovatelkou ženských a dalších charitativních aktivit. Od roku 1899 byla členkou Spolku přátel žehul, který v Praze založil Vojta Náprstek.

### Úmrtí
Pavlína Klenková z Vlastimilu zemřela 16. ledna 1912 v Zemském ústavu pro choromyslné v Bohnicích u Prahy ve věku 62 let. Jako příčina smrti je uvedena pneumonie (zápal plic). Její ostatky byly zpopelněny v krematoriu v Žitavě, protože v té době nebyla kremace na území Rakouska-Uherska povolena. Urna s jejím popelem byla pohřbena bez církevního obřadu (církev odmítala uznat zpopelnění pro zachování duše) v rodinné hrobce na Olšanských hřbitovech. Hrobku v podobě výklenkové kaple tam dal vybudovat příbuzný rodiny, architekt Richardem Klenka z Vlastimilu.